# Knipan (ö i Sverige)

Knipan är en ö, till största delen belägen i Eds socken i Grums kommun, men den sydligaste spetsen tillhörig Bro socken i Säffle kommun. Ön är omkring 480 meter bred från östra till västra stranden och med en utstickare i söder omkring 750 meter lång. Ön är belägen i Värmlandsskärgårdens naturreservat.
På Knipans sydvästra strand innanför ett vassbälte finns Kycklingdalen, som tack vare sin berggrund av amfibolit rymmer omkring 35 för Värmland sällsynta växter som låsbräken, dvärghäxört, tandrot och kungsmynta. Öns norra och västra stränder fungerar som en lämplig nödhamn vid dåligt väder i ett område av Vänern där det annars saknas lämpliga hamnar.
På öns södra spets i ett klapperstensfält finns ett antal grävda gropar, möjligen skyttegropar. Här angav på 1960-talet en då 80-årig man att det skall ha funnit gravhögar och att man tidigare påträffat en stenyxa.